# Eric Katz
Eric Katz est un mathématicien travaillant en géométrie algébrique combinatoire et en géométrie arithmétique. Il est professeur agrégé au Département de mathématiques de l'Université d'Etat de l'Ohio.

## Biographie
Katz étudie au lycée de Beachwood, Ohio, une banlieue de Cleveland. Après avoir obtenu un BS en mathématiques de l'Université d'Etat de l'Ohio en 1999, il a poursuivi des études supérieures à l'Université de Stanford, obtenant son doctorat en 2004 avec une thèse rédigée sous la direction de Yakov Eliashberg et Ravi Vakil.
En collaboration avec Karim Adiprasito et June Huh, il résout la conjecture de Héron–Rota–Welsh sur la log-concavité du polynôme caractéristique des matroïdes,,. Avec Joseph Rabinoff et David Zureick-Brown, il a donné des bornes sur les points rationnels et des points de torsion sur les courbes.